# 13046 Aliev
13046 Aliev è un asteroide della fascia principale. Scoperto nel 1990, presenta un'orbita caratterizzata da un semiasse maggiore pari a 2,5504734 UA e da un'eccentricità di 0,2630628, inclinata di 2,95599° rispetto all'eclittica.